# Bibliotek overalt

bibliotek overalt er et internetkursus der bruger quiz-formen til at forbedre deltagernes viden om biblioteker. Der arbejdes med tre niveauer der har de populære betegnelser: den gode, den onde og den grusomme.
På bibliotekernes kurser kan bibliotek overalt bruges til almindelig biblioteksorientering, til generelle netkurser eller til emnekurser.
bibliotek overalt indgår i "Net Timen" som indeholder modulerne: Net Timen om Forbrug, Daglignettet, Supersøgeren og bibliotek overalt. Disse moduler opdateres to gange årligt.
Projektet er finansieret af Biblioteksstyrelsen og udviklet af Helsingør Kommunes Biblioteker.